# Takelot I
Fill d'Osorkon I, Takelot I va ser el tercer (o quart) faraó de la dinastia xxii de l'antic Egipte, del tercer període intermedi. Va governar al voltant del 890 al 877 aC. L'historiador Manetó (segle iii aC) esmenta un regnat de 13 anys per a Takelot I. El seu germà, Sheshonq II, va ser corregent amb el seu pare, però sembla que va morir abans de poder regnar en solitari. El seu fill, Osorkon II, el va succeir.
Takelot I va ser sebollit a la tomba d'Osorkon II a Tanis.